# Zachery Ty Bryan
Zachery Ty Bryan (ur. 9 października 1981 w Aurora) – amerykański aktor, dwukrotny laureat Nagrody Młodych Artystów.
Najbardziej znany z roli Bradleya "Brada" Taylora w sitcomie ABC Pan Złota Rączka (1991-1999), wystąpił też w filmach Furia: Carrie 2 (The Rage: Carrie 2, 1999) oraz Szybcy i wściekli: Tokio Drift (The Fast and the Furious: Tokyo Drift, 2006).